# Historia del idioma francés
El idioma francés es una lengua romance hablada en Francia, origen de este idioma, así como en Canadá, Bélgica, Luxemburgo, Suiza y otros cincuenta y un países, la mayoría de los cuales formaban parte del antiguo Imperio colonial francés, especialmente en África, así como la República Democrática del Congo, antiguo Congo Belga.
El francés evolucionó desde el bajo latín y el latín vulgar durante el primer milenio de la era cristiana y se convirtió en lengua jurídica y administrativa con la Ordenanza de Villers-Cotterêts en 1539. A partir de entonces, el francés, siempre en torno al núcleo parisino, se extendería en Francia, en Europa y en el mundo. Siguió una larga reforma de la lengua, promovida por los académicos, para regularizarla y reintroducir los términos latinos. El francés clásico de los siglos XVI y XVII se convirtió en el francés moderno del siglo XVIII, la lengua franca de Europa. Con la colonización francesa, el francés se extendió a América del Norte en el siglo XVII y a África en el XIX, convirtiéndose en una lengua franca. Sin embargo, el francés perdió su influencia en la segunda mitad del siglo XX en favor del inglés.
Claude Hagège distingue tres periodos de influencia del francés: la Edad Media, desde finales del siglo XI hasta principios del siglo XIV; el periodo que va desde el inicio del reinado de Luis XIV hasta finales del siglo XVIII; y el periodo que va desde finales del siglo XIX, hasta principios del siglo XX.
El término «lengua de oïl» puede ser en algunos casos, sinónimo de francés.
La lengua francesa tiene la particularidad de que su desarrollo fue en parte de obra de grupos intelectuales, como la Pléiade, o de instituciones, como la Academia Francesa. Es una lengua llamada «académica» y no una lengua ausbau (o «lengua por elaboración»). Sin embargo, el uso sigue teniendo sus derechos y muchas personas han mezclado esta lengua viva, ante todo Molière: se habla de la «lengua de Molière».
Ante la proliferación de préstamos léxicos del inglés, el gobierno francés intentó tomar medidas para proteger la integridad de la lengua. El 7 de enero de 1972, promulgó el Decreto n.º 72-9 sobre el enriquecimiento de la lengua francesa, que preveía la creación de comisiones terminológicas ministeriales para enriquecer el vocabulario francés. La ley Toubon de 1994 se basa en la misma preocupación. Su decreto de aplicación de 1996 estableció un sistema coordinado de enriquecimiento de la lengua francesa.
En Quebec, la Office québécois de la langue française se encarga de regular el uso de la lengua francesa, protegida por la Ley 101 de Quebec. También ofrece su Grand Dictionnaire terminologique en Internet.

## Introducción
La historia del francés puede dividirse de diferentes maneras, una división particularmente útil es la siguiente:
- Protorromance, hasta el final del siglo IV d. C.
- Galorromance, desde el final del siglo V al siglo IX
- Antiguo francés temprano, desde mediados del siglo IX al siglo XI
- Antiguo francés tardío, desde finales del siglo XI a principios del siglo XIV.
- Francés medio (francés medio temprano), de mediados del siglo XIV a finales del siglo XV.
- Francés clásico (francés medio tardío), de principios del siglo XVI a finales del siglo XVII.
- Francés moderno, de finales del siglo XVIII a la actualidad.

Los registros escritos en francés empiezan a ser abundantes durante el período del antiguo francés, por lo que los cambios fonéticos y transformaciones de la lengua anteriores al siglo IX deben ser básicamente inferidos a partir de evidencias indirectas como el método comparativo o la filología románica de otras lenguas cercanas.

## Período formativo

### El latín de la Galia (siglosIaVd.C.)
La historia de la lengua francesa empieza con la invasión de la Galia por el ejército romano bajo el mando de Julio César entre el 58 y el 50 a. C. Se considera que la Galia tenía unos 10 millones de habitantes. Después de la conquista, los soldados y los comerciantes romanos importaron con ellos el sermo cotidianus o latín vulgar. A pesar de la aparente similitud entre ambas lenguas (sintaxis, numeración, morfología...) el galo y el latín vulgar, la asimilación es lenta, ya que se adquiere después de varios siglos, probablemente después de la evangelización del medio rural bajo Dagoberto I.
El latín funcionó como lengua escrita y de la administración. Aunque el galo, de tradición oral, no se escribía, conservaba su función de lengua de intercambio hasta el siglo III en los centros urbanos que se habían desarrollado bajo los romanos. Por otra parte el avance de la romanización difirió notablemente de unas zonas a otras, fue más intenso y más rápido en la costa mediterránea y en las regiones alrededor de Lyon (Lugdunum), Autun (Augustodunum), Poitiers (Pictavii) y Reims (Remi) y notablemente más lenta Bretaña, Limousin y el sur de Champaña-Ardenas.

### El sustrato prerromano
A la llegada de los romanos, el territorio de la actual Francia estaba poblado por al menos cuatro grupos étnicos diferentes:
- Los celtas cuya presencia se remonta hacia el siglo VII a. C.. Los celtas no eran un grupo homogéneo sino que se dividían en dos grandes grupos: los galos (latín gallī) y los belgas (lat. belgæ). Los galos hablaban diversas variantes de celta gálico, del que existen unas pocas inscripciones en alfabeto griego. Los galos fueron la primera incursión celta en el territorio de Francia, mientras que los belgas llegaron hacia el siglo IV a. C. y entre ellos habrían existido algunos hablantes de lenguas germánicas. Galos y belgas aunque étnicamente diferentes compartían la religión druídica.
- Hacia el suroeste, los aquitanos hablaban probablemente una lengua precursora del vasco, pero que tampoco utilizaban en la escritura.
- En el sureste y entre los galos se encuentran los ligures, que parecen presentar una toponimia especial y de que se conoce poco sobre su lengua el antiguo ligur.
- En la zona de Massilia (la actual Marsella) los habitantes de las colonias griegas hablaban y escribían griego jónico, pero no lo difundieron más allá de sus colonias.

Todos esos idiomas y otros hablados en la antigua Galia fueron desapareciendo con la colonización romana y la progresiva implantación del latín. Se estima que en regiones aisladas y rurales el idioma galo pudo sobrevivir hasta mediados del siglo VI d. C. El léxico del galo todavía es perceptible en el francés moderno, especialmente en nombres de árboles, plantas y términos agrícolas: arpent ‘arpende’, bief ‘saetín, tramo’, benne 'cubeta', bouleau 'abedul', charrue 'arado con avantrén', charpente 'marco de madera, carpintería', chêne 'roble'. También numerosos topónimos como: hidrónimos Marne, Sena, Oise; orónimos Cevenas, Vosgos y localidades Burdeos, Carpentras, Melun, Charenton.

### El superstrato germánico y el adstrato britónico
Con el declive del Imperio romano, una serie de pueblos de origen germánico llegaron a la Galia romana. Entre ellos, dos se establecieron de modo más consolidado:
- Los francos que se asentaron preferentemente en el norte. Su asentamiento comenzó en la crisis del siglo III cuando numerosos contingentes atravesaron el Rin para asentarse en lado romano. La mayor parte de los francos eran ganaderos necesitados de tierras, frente a visigodos y burgundios que practicaban el pillaje. Bajo la presión de los alamanes se desplazaron al sur fundaron el regnum francorum.
- Los visigodos que se asentaron en el sur, con el río Loira como frontera norte que los separaba de los francos. Estos pueblos entraron sobre todo a partir del siglo V cuando se establecieron como foederati en el 413 d. C. en Aquitania. Frecuentemente eran grupos dirigidos por algún tipo de caudillo militar, que a cambio de tierras y alimentos, prestaban apoyo militar a los galorromanos contra invasores hostiles. Con el debilitamiento del poder central romano aprovecharon para crear el regnum visigothorum un estado semiindependiente con capital en Toulouse. Este reino fue destruido en el 507 por los francos con lo cual los visigodos establecieron su capital en Toledo. La región de Novempopulania que había sufrido una romanización menos intensa, tuvo menor influencia germánica y en ella subsistieron hablantes de aquitano que es el antecesor del moderno vasco.
- Los burgundios que se asentaron preferentemente en el este.

Estos tres grupos germánicos hablaban lenguas diferentes. El fráncico era una lengua germánica occidental probablemente relacionada con las modernas bajogermánicas. Los visigodos y burgundios hablaban lenguas germánicas orientales, el gótico y el burgúndico. La influencia visigótica fue menor, y la influencia burgundia es difícil de valorar.
Los francos mantuvieron su lengua durante varios siglos, en el siglo VI toda la aristocracia franca era bilingüe, y hacia el siglo VIII empezaba a darse el monolingüismo en romance en Neustria, por lo que los hijos de la aristocracia enviaban a sus hijos a las regiones donde el fráncico predominaba para que aprendieran esa lengua. Así el moderno neerlandés hablado en los Países Bajos y Bélgica sería un descendiente del antiguo idioma fráncico. Las formas léxicas dejadas en francés del superestrato fráncico frecuentemente están relacionadas con la vida rural: haie 'seto' (neerl. haag), halle 'mercado cubierto' (neerl. hall), jardin 'jardín', loge 'cabaña' (flamenco loove, loofe), hêtre 'haya (árbol)' (neerl. heester), aunque también abundan los términos asociados a la cultura feudal: baron, franc, lige, lief, marquis, ban y la guerra medieval heaume 'yelmo' (neerl. helm), guetter 'estar alerta', adouber 'preparar'.
También durante el siglo V, oleadas de celtas britónicos procedentes de las islas británicas ocuparon numerosas áreas del noroeste, en particular Armórica y su lengua predominó sobre la de los galorromanos, dando lugar al moderno bretón. Además las incursiones y asentamientos vikingos fueron numerosos, al punto que la región de Normandía recibe su nombre de los «hombres del norte», es decir, los nórdicos. También existieron asentamientos de otros pueblos como los alamanos en Alsacia o los sajones en la costa del canal de La Mancha, pero su influencia lingüística fue mucho menor. Finalmente los musulmanes omeyas que habían arrasado el reino de los visigodos en la península ibérica, invadieron esporádicamente el sur de Francia desde la región de Septimania que usaban como base de sus ataques.

### Período galorromance

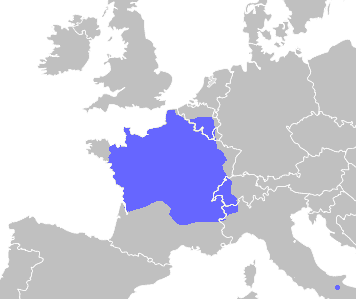
Extensión de los territorios autóctonos de las lenguas galorromances

Durante mucho tiempo, el idioma hablado en el norte de Galia (en realidad ya Francia) fue una variedad de latín, influido por el fráncico, idioma germánico hablado por los francos, que influyó fundamentalmente en la fonética del francés. Al sur, la evolución es diferente, por lo que poco a poco se van diferenciando dos lenguas con una frontera que en principio se marcará en el Loira, aunque a lo largo de la historia irá desplazándose cada vez más hacia el sur, debido al empuje político de una Francia cuyo centro político estaba en París y a que a partir de la Revolución francesa la lengua francesa pasó a ser un elemento identificador e igualador de todos los franceses. La langue d'oïl (oïl ha evolucionado en oui) se hablaba en la zona norte y el langue d'oc en el sur. La línea de separación iba del Macizo Central a la desembocadura del Loira en Nantes.
De cualquier modo, no resulta sencillo establecer el momento en el que el latín vulgar se transforma en francés o provenzal, pero ese momento hay que situarlo entre los siglos VI y IX. A partir del siglo VII ya se cuenta con testimonios de que la lengua hablada en el territorio de la actual Francia es diferente del latín y del germánico. El documento fundamental es el de los Juramentos de Estrasburgo (842), en los que las diferentes tropas de los nietos de Carlomagno, Lotario, Carlos el Calvo y Luis el Germánico juran respeto a la división que se produce tras la muerte de Luis el Piadoso y que está marcada por el Tratado de Verdún, y se ven obligados a hacerlo tanto en latín, como en germánico y en un idioma romance, a caballo entre el latín y el francés. En Francia, los dos grandes dialectos romances antes mencionados pasarán a ser conocidos con los nombres de langue d'oc y langue d'oïl (en función del modo en que se decía "sí"). El francés actual es heredero de este último.
Poco tiempo después empieza a aparecer una literatura escrita por clérigos en este nuevo idioma, que con la aparición de los primeros textos literarios (el primero es la Secuencia de Santa Eulalia), entre los que destaca el Cantar de Roldán, el idioma romance fue consolidándose y diferenciándose cada vez del latín. Poco a poco se transformó de idioma declinado en idioma analítico, en el cual el uso de preposiciones y el orden de las palabras en la oración reemplazan al sistema de casos.

## Francés antiguo: siglosIXaXIV
Lo que se conoce como francés antiguo se va consolidando a partir del siglo XI, y aunque hoy se estudie todo lo que se hablaba al norte del Loira como si se tratara de una sola lengua, en realidad se trataba de dialectos con elementos comunes. El francés escrito, era fundamentalmente un estándar escrito, durante los siglos XI, XII y XIII se menciona la existencia de diferentes variantes regionales (normando, picardo, borgoñón, parisino), y solo a partir del siglo XII la variedad parisina empezó a ser predominante sobre las otras. En todo ese período existió cierta "xenofobia" entre hablantes de diferentes variedades de lenguas de oíl.
La influencia germánica en el idioma obligó a usar en la lengua escrita algunos dígrafos para reproducir algunos de los sonidos que se utilizaban pero no existían en latín tardío. Así, la nasalización, uno de los elementos fonéticos más característicos de la influencia germánica en el francés se va marcando en la escritura por el uso de la <-n> en posición final de sílaba. La evolución fonética de la U latina hacia el sonido que actualmente tiene en francés obligó asimismo a utilizar el dígrafo <ou> para reproducir el sonido original de dicha letra en latín. Del mismo modo, la fuerte aspiración de la h ha marcado una de las principales características del francés respecto a otras lenguas romances: la existencia de la /h/ aspirada.
El francés antiguo conservaba vestigios del sistema casual del latín clásico, existiendo una oposición entre caso recto (o cas sujet, evolucionado a partir del nominativo) y caso oblicuo (o cas régime, evolucionado a partir del acusativo). Además del caso, el francés antiguo, al igual que el francés moderno, reconocía dos géneros gramaticales (masculino y femenino) y dos números gramaticales (singular y plural). A continuación se dan ejemplos de la flexión de caso, género y número del francés antiguo:
|        |              | Tipo I (femenino) | Tipo I (femenino) | Tipo II (masculino)  | Tipo II (masculino) | Tipo III (mixto)    | Tipo III (mixto)                | Tipo III (mixto)                | Tipo III (mixto) | Tipo III (mixto) |
| normal | híbrido (Ia) | normal            | híbrido (IIa)     | IIIa (masc. en -eor) | IIIb (masc. en -on) | IIIc (fem. en -ain) | IIId (irregulares masc. y fem.) | IIId (irregulares masc. y fem.) |                  |                  |
| ------ | ------------ | ----------------- | ----------------- | -------------------- | ------------------- | ------------------- | ------------------------------- | ------------------------------- | ---------------- | ---------------- |
| sg.    | recto        | la dame           | la citez          | li murs              | li pere             | li chantere         | li lerre                        | la none                         | li cuens         | la suer          |
| sg.    | oblicuo      | la dame           | la cité           | le mur               | le pere             | le chanteor         | le larron                       | la nonain                       | le conte         | la seror         |
| pl.    | recto        | les dames         | les citez         | li mur               | li pere             | li chanteor         | li larron                       | les nones                       | li conte         | les serors       |
| pl.    | oblicuo      | les dames         | les citez         | les murs             | les peres           | les chanteors       | les larrons                     | les nonains                     | les contes       | les serors       |

## Francés medio: siglosXIVaXVII

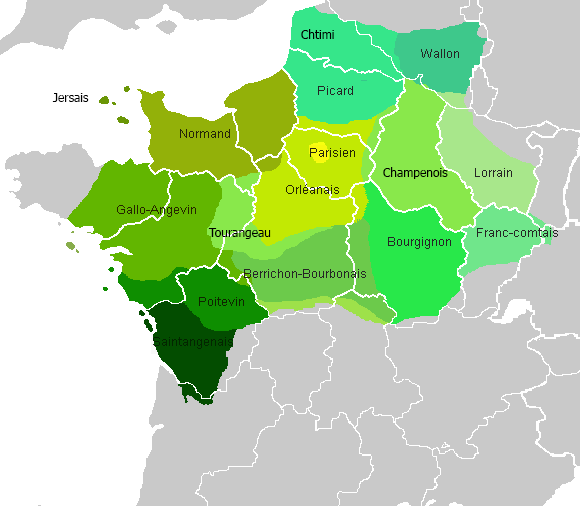
Principales variedades geográficas de langues d'oïl

Se llama francés medio a la lengua que se habló entre los siglos XIV y XVI. En este periodo el dialecto parisino se impuso definitivamente sobre todas las otras lenguas de oil y fue declarado idioma oficial del Reino de Francia. Se produjo un gran cambio fonético, que transformó diptongos como /oi/ en /wa/ o en /e/. El interés del Humanismo por la lengua latina llevó a incluir en la escritura letras mudas que estaban presentes en las raíces latinas, por ejemplo la g en doigt. Todo ello generó un caos ortográfico y complicó el aprendizaje del francés para los no nativos, hasta el punto de que fue abandonado en zonas donde antes había sido lengua vehicular, como Chipre, Sicilia y el sur de Italia.
El siglo XIV estuvo marcado por la gran peste y la guerra de los Cien Años, que dio lugar a una gran desorganización de las instituciones. En este periodo el Livre des merveilles du monde de Jean de Mandeville es importante en el plano lingüístico.Por su parte, Les Enseignemenz, libro de recetas escrito entre 1304 y 1314, recomienda

«Por blanc mengier — Se vos volez fere blanc mengier, prenez les eles e les piez de gelines e metez cuire en eve, e prenez un poi de ris e le destrempez de cele eve, puis le fetes cuire a petit feu, e puis charpez la char bien menu eschevelee e la metez cuire ovec un poi de chucre». En el siglo XIV, François Villon escribió la Lais ou le Petit Testament hacia 1456: «Le regart de celle m’a prins / Qui m’a esté felonne et dure / Sans ce qu’en riens j’aye mesprins, / Veult et ordonne que j’endure / La mort, et que plus je ne dure».

## Francés moderno: delsigloXVIIIa la actualidad

### Nacionalización e internacionalización de la lengua francesa

Difusión del idioma francés en el mundo en 2006

A comienzos de la Revolución francesa, se estima que tan solo una cuarta parte de la población de Francia hablaba francés, el resto hablaba lenguas regionales.
Al norte se encuentran las lenguas de oïl, al sur las lenguas de oc, formas regionales del occitano, así como el bretón, el euskera, el catalán, el arpitano, el flamenco y el alsaciano entre otras. La unificación del francés empezada por Talleyrand y continuada por Jules Ferry tuvo por objetivo crear una sola lengua francesa para todo el territorio francés. Si el francés se impuso bastante rápido en las regiones donde se hablaban dialectos de oïl y el francoprovenzal, otros métodos son utilizados para eliminar el bretón, el occitano, el catalán, el vasco, el corso, etc. (como humillaciones físicas a los alumnos 
jóvenes).
En su informe de junio de 1794, Henri Grégoire reveló que tan solo se hablaba "exclusivamente" francés en "unos quince departamentos" (de 83). A él le parecía paradójico, y casi insoportable, el constatar que menos de tres millones de franceses de un total de 28 pudieran hablar la lengua nacional, mientras que esta era utilizada y se encontraba unificada "incluso en Canadá y en las orillas del Misisipi".
Por otro lado, el francés era ampliamente hablado en todas las cortes europeas.

### El abandono de lospatoisregionales
A finales del siglo XIX si bien el francés estándar dominaba la esfera público en el uso cotidiano, particularmente en el sur y el este del país, se empleaban muy habitualmente las lenguas romances locales (occitano-gascón, franco-provenzal). Estas variedades regionales, fueron llamadas despectivamente patois y socialmente fueron consideradas inferiores y faltas de prestigio por razones sociales, eso llevó a su abandono progresivo a lo largo del siglo XX.
En 1890, en algunas comunidades del centro de Francia como Saint-Thurin o Celles-sur-Durolle, el uso de la lengua regional era usada  por entre 90 % y el 100 % de la población. En los años 1950 el uso habría caído hacia el 50 % aunque entre el 70 y el 80 % de sus habitantes entendían todavía la lengua regional. La siguiente generación abandonó masivamente el uso de la lengua regional y hacia 1965 el uso había caído por debajo del 10 % (aunque la comprensión del vernacular local siguió siendo alta).

## Historia interna de la lengua

### Evolución fonética
El grupo galorromance es una de las ramas más divergentes dentro del grupo romance occidental, tanto en el nivel léxico como en el nivel fonético. Sólo las lenguas romances orientales presentan un grado de divergencia similar respecto al promedio de las lenguas romances. La mayoría de estos cambios parecen remontarse al período comprendido entre los siglos VII a XII cuando el sistema fonológico sufrió importantes cambios que alejaron a estas lenguas del resto de las lenguas romances occidentales.
A continuación se presentan algunas evoluciones fonéticas por siglos que dan una idea del ritmo de los principales cambios fonéticos:
| Latín                     | Proto- romance | Francés antiguo  | Francés antiguo    | Francés medio | Francés moderno | Francés moderno |
| Latín                     | Proto- romance | siglo IX         | siglo XII          | siglo XV      | siglo XVIII     | siglo XXI       |
| ------------------------- | -------------- | ---------------- | ------------------ | ------------- | --------------- | --------------- |
| PĔDE- 'pie'               | *'pɛde         | /pieð/           | /pieθ/ pied        | /pie/ pié     | /pje/           | /pje/ pied      |
| MATŪRU- 'maduro'          | *ma'turo       | /ma'ðyr/         | /mə'yr/ meür       | /myr/         | /myʀ/           | /myʀ/ mûr       |
| SCŪTU- 'escudo'           | *is'kuto       | /es'kyð/         | /es'ky/ escu       | /e'ky/        | /e'ky/          | /e'ky/ écu      |
| SÆTA- 'seda'              | *'sɛta         | /seiðə/ seide    | /seiə/ seie        | /sweiə/       | /swɛ(ə)/        | /swa/ soie      |
| FŒMINA- 'mujer'           | *'femina       | /femnə/          | /femːə/ femme      | /fãmə/        | /fãm(ə)/        | /fam/ femme     |
| HŎMINE- 'hombre'          | *'omine        | /omnə/ omne      | /omːə/ homme       | /õmə/         | /ɔm/            | /ɔm/ homme      |
| BĔLLUS 'bonito'           | *'bɛllos       | /bɛłs/ bels      | /be̯aws/ beaus      | /be'au/       | /bio/           | /bo/ beau       |
| HABĒRE 'haber, tener'     | *a'bere        | /a'veir/         | /a'vojr/ avoir     | /a'vwɛr/      | /a'vwɛʀ/        | /a'vwaʀ/ avoir  |
| IŪDICĀTU- 'juzgado'       | *ʤudi'kato     | /ʤy'ʤieð(o)/     | /ʒy'ʒie/ jugié     | /ʒy'ʒe/       | /ʒy'ʒe/         | /ʒy'ʒe/ jugé    |
| CŎLLŌCĀRE 'poner, tender' | *kollo'kare    | /koł'ʧer/ culcer | /ku'ʧier/ couchier | /ku'ʃie(r)/   | /ku'ʃe/         | /ku'ʃe/ coucher |

### Evolución de la grafía y del estado de la lengua francesa a través de la historia
Contrariamente a ciertas ideas, la historia del francés y de su ortografía engloba varias reformas. Históricamente, la ortografía del francés ha seguido numerosas rectificaciones, pero la costumbre literaria de adaptar las obras a la ortografía oficial del momento nos da un sentido de continuidad que la lengua francesa, por escrito, nunca había tenido.
Se pueden definir unos cinco estados de la lengua francesa, entre los cuales se pasa progresivamente de uno a otro; en los ejemplos de más abajo, la ortografía es la de los editores y no la de los autores. Hasta el siglo XIX, la ortografía normativa del francés, que se estableció lentamente a partir del siglo XVI, era bastante variable. Otras divisiones son también posibles y son tan sólo medios para situar un texto en relación con el estado de la lengua. He aquí un ejemplo concreto a través de estas tres versiones del mismo texto, el principio de una de las Fábulas de La Fontaine:
| Edición original (siglo XVII)                                                                                     | Edición de 1802                                                                                                  | Ortografía actual                                                                                                |
| --- | --- | --- |
| Une Grenoüille vid un Bœuf, Qui luy sembla de belle taille. Elle qui n'estoit pas grosse en tout comme un œuf […] | Une grenouille vit un bœuf Qui lui sembla de belle taille. Elle, qui n'étoit pas grosse en tout comme un œuf […] | Une grenouille vit un bœuf Qui lui sembla de belle taille. Elle, qui n'était pas grosse en tout comme un œuf […] |